# 蒲台島

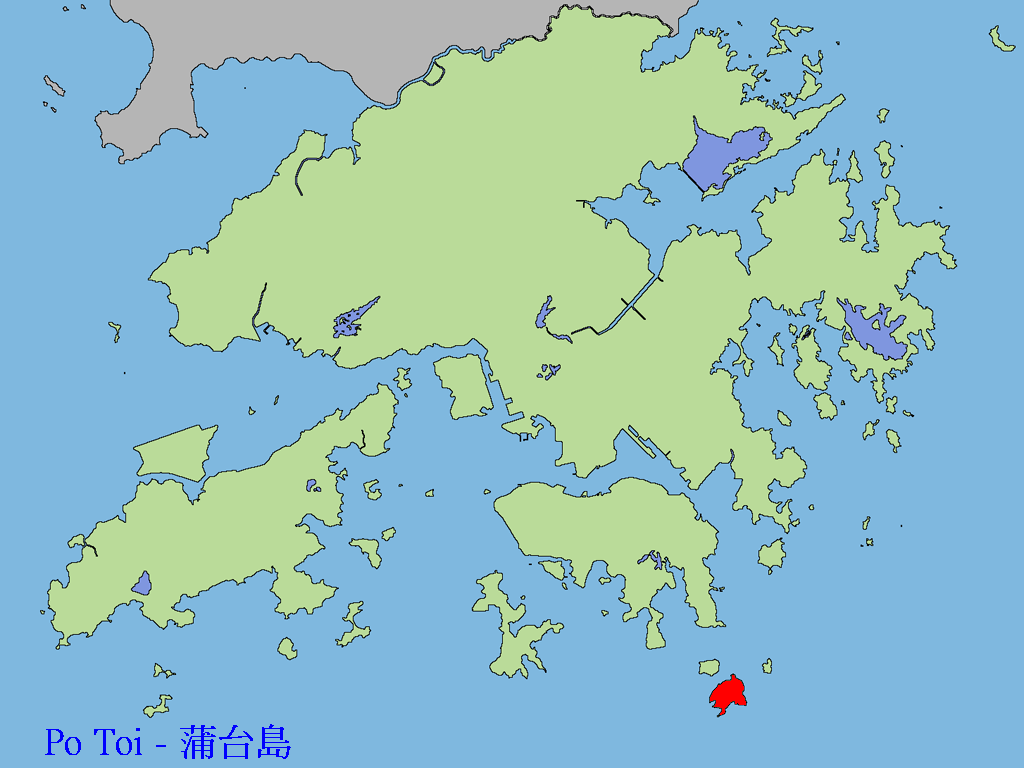
蒲台島の位置

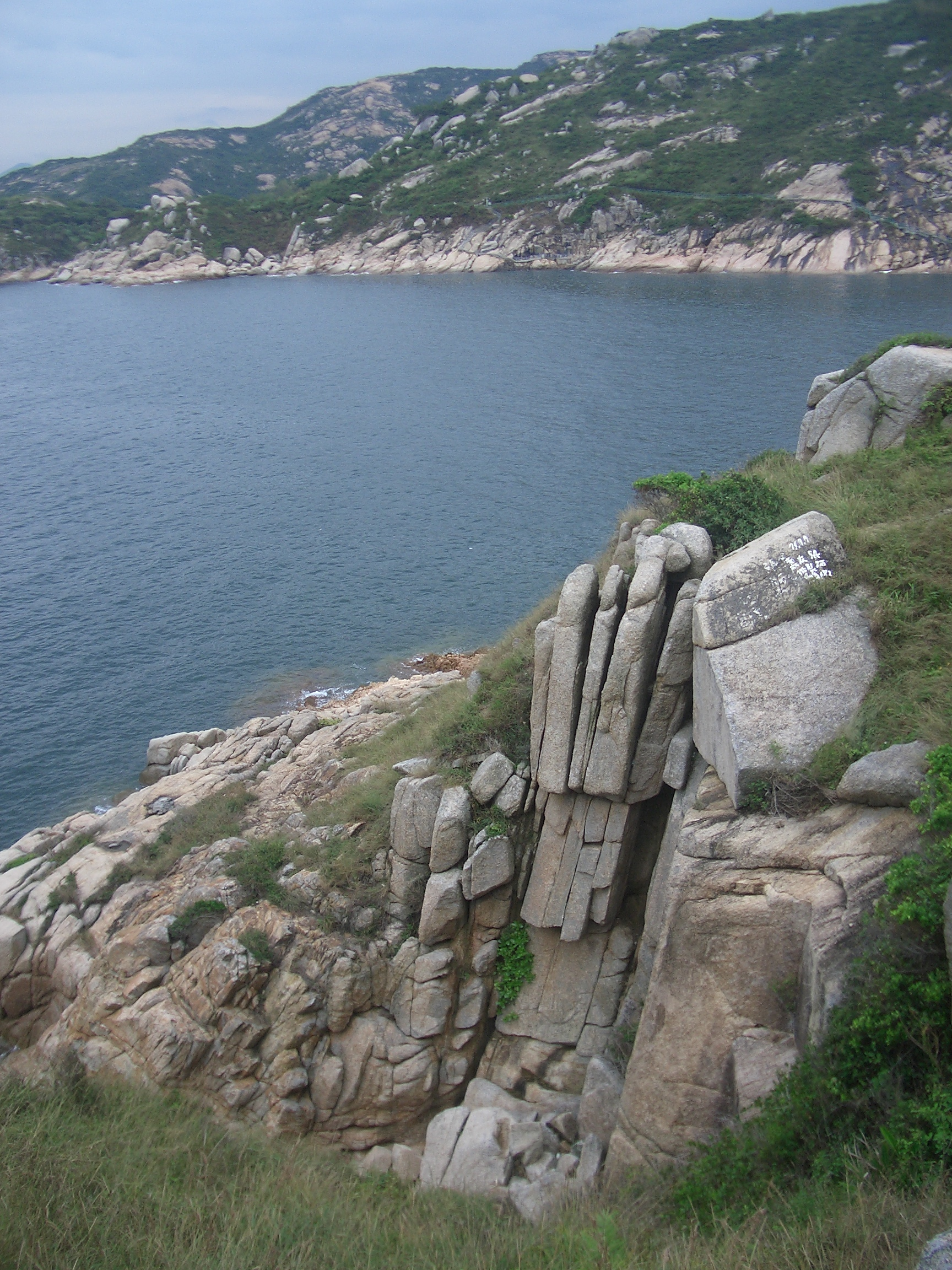
蒲台島の一つ観光地－仏手崖

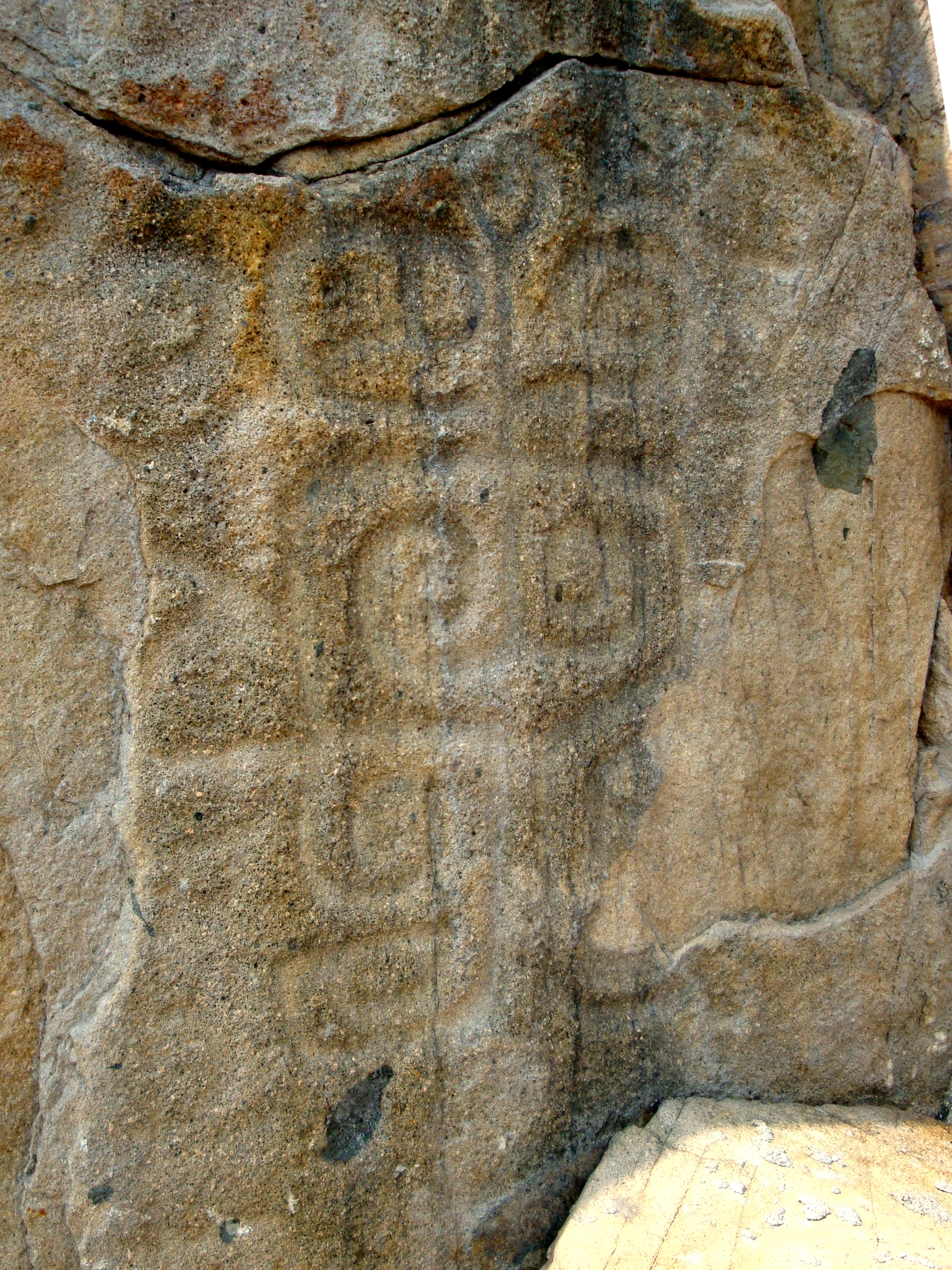
蒲台島の一つ観光地－蒲台石刻

蒲台島（ポタイとう、英語：Po Toi Island）は、香港最南端の離島で、“蒲台群島”と呼ばれる島々の中で最大の島である。香港島赤柱の南東に位置し、南シナ海に向いている。海岸で養殖される海苔の産地で、“台”は元々“苔”と書かれていた。

## 概要
1960年代に約4000住民が生活していたが、現在では十数軒の住宅があるのみ。島の北寄りの位置に“東頭頂”という小山がある。南側半島の海岸は南シナ海の波に侵食され、複雑な海岸線の地形と奇岩になっている。
蒲台島へ赤柱又は香港仔からフェリーで乗る。香港仔から出発し一時間半ほどかかる。

## 参考リンク
1. ↑  ポ-タイ島
2. ↑  蒲台島へ行ってきました

座標: 北緯22度10分9秒 東経114度15分48秒 / 北緯22.16917度 東経114.26333度